# Kauakahiakahoowaha
Kauakahiakahoowaha (Kauakahi-a-Kahoʻowaha) bio je 18. kralj havajskog otoka Oahua, čija je titula bila Aliʻi Aimoku.

## Životopis
Njegov je otac bio kralj Kahoowahaokalani, a majka kraljica Kawelolauhuki, kći kralja Kawelomahamahaije.
Postao je kralj nakon očeve smrti. Bio je unuk Kānekapuakakuhihewe.
Poslao je poslanika zvanog Kualona-ehu na dvor Kawelomakualue, kralja Kauaija.
Njegova se žena zvala Mahulua, te je njezino porijeklo nepoznato. Njihov je sin bio Kūaliʻi.